# Golden Globe 1968
La 25ª edizione della cerimonia di premiazione di Golden Globe si è tenuta il 12 febbraio 1968 al Cocoanut Grove dell'Ambassador Hotel di Los Angeles, California.

## Premi per il cinema
Vengono di seguito indicati in grassetto i vincitori. Ove ricorrente e disponibile, viene indicato il titolo in lingua italiana e quello in lingua originale tra parentesi.

### Miglior film drammatico
- La calda notte dell'ispettore Tibbs (In the Heat of the Night), regia di Norman Jewison
- A sangue freddo (In Cold Blood), regia di Richard Brooks
- Gangster Story (Bonnie and Clyde), regia di Arthur Penn
- Indovina chi viene a cena? (Guess Who's Coming to Dinner), regia di Stanley Kramer
- Via dalla pazza folla (Far from the Madding Crowd), regia di John Schlesinger

### Miglior film commedia o musicale
- Il laureato (The Graduate), regia di Mike Nichols
- La bisbetica domata (The Taming of the Shrew), regia di Franco Zeffirelli
- Camelot (Camelot), regia di Joshua Logan
- Il favoloso dottor Dolittle (Doctor Dolittle), regia di Richard Fleischer
- Millie (Thoroughly Modern Millie), regia di George Roy Hill

### Miglior regista
- Mike Nichols - Il laureato (The Graduate)
- Norman Jewison - La calda notte dell'ispettore Tibbs (In the Heat of the Night)
- Stanley Kramer - Indovina chi viene a cena? (Guess Who's Coming to Dinner)
- Arthur Penn - Gangster Story (Bonnie and Clyde)
- Mark Rydell - La volpe (The Fox)

### Miglior attore in un film drammatico
- Rod Steiger - La calda notte dell'ispettore Tibbs (In the Heat of the Night)
- Alan Bates - Via dalla pazza folla (Far from the Madding Crowd)
- Warren Beatty - Gangster Story (Bonnie and Clyde)
- Paul Newman - Nick mano fredda (Cool Hand Luke)
- Sidney Poitier - La calda notte dell'ispettore Tibbs (In the Heat of the Night)
- Spencer Tracy - Indovina chi viene a cena? (Guess Who's Coming to Dinner)

### Migliore attrice in un film drammatico
- Edith Evans - Bisbigli (The Whisperers)
- Faye Dunaway - Gangster Story (Bonnie and Clyde)
- Anne Heywood - La volpe (The Fox)
- Audrey Hepburn - Gli occhi della notte (Wait until Dark)
- Katharine Hepburn - Indovina chi viene a cena? (Guess Who's Coming to Dinner)

### Miglior attore in un film commedia o musicale
- Richard Harris - Camelot (Camelot)
- Richard Burton - La bisbetica domata (The Taming of the Shrew)
- Rex Harrison - Il favoloso dottor Dolittle (Doctor Dolittle)
- Dustin Hoffman - Il laureato (The Graduate)
- Ugo Tognazzi - L'immorale

### Migliore attrice in un film commedia o musicale
- Anne Bancroft - Il laureato (The Graduate)
- Julie Andrews - Millie (Thoroughly Modern Millie)
- Audrey Hepburn - Due per la strada (Two for the Road)
- Shirley MacLaine - Sette volte donna (Woman Times Seven)
- Vanessa Redgrave - Camelot (Camelot)

### Miglior attore non protagonista
- Richard Attenborough - Il favoloso dottor Dolittle (Doctor Dolittle)
- John Cassavetes - Quella sporca dozzina (The Dirty Dozen)
- George Kennedy - Nick mano fredda (Cool Hand Luke)
- Michael J. Pollard - Gangster Story (Bonnie and Clyde)
- Efrem Zimbalist Jr. - Gli occhi della notte (Wait Until Dark)

### Migliore attrice non protagonista
- Carol Channing - Millie (Thoroughly Modern Millie)
- Quentin Dean - La calda notte dell'ispettore Tibbs (In the Heat of the Night)
- Lillian Gish - I commedianti (The Comedians)
- Lee Grant - La calda notte dell'ispettore Tibbs (In the Heat of the Night)
- Prunella Ransome - Via dalla pazza folla (Far from the Madding Crowd)
- Beah Richards - Indovina chi viene a cena? (Guess Who's Coming to Dinner)

### Migliore attore debuttante
- Dustin Hoffman - Il laureato (The Graduate)
- Oded Kotler - Shlosha Yamim Veyeled (Shlosha Yamim Veyeled)
- Franco Nero - Camelot (Camelot)
- Michael J. Pollard - Gangster Story (Bonnie and Clyde)
- Tommy Steele - Il più felice dei miliardari (The Happiest Millionaire)

### Migliore attrice debuttante
- Katharine Ross - Il laureato (The Graduate)
- Greta Baldwin - Gioco d'azzardo (Rogues' Gallery)
- Pia Degermark - Elvira Madigan (Elvira Madigan)
- Faye Dunaway - E venne la notte (Hurry Sundown)
- Katharine Houghton - Indovina chi viene a cena? (Guess Who's Coming to Dinner)
- Sharon Tate - La valle delle bambole (Valley of the Dolls)

### Migliore sceneggiatura
- Stirling Silliphant - La calda notte dell'ispettore Tibbs (In the Heat of the Night)
- Lewis John Carlino e Howard Koch - La volpe (The Fox)
- David Newman e Robert Benton - Gangster Story (Bonnie and Clyde)
- William Rose - Indovina chi viene a cena? (Guess Who's Coming to Dinner)
- Calder Willingham e Buck Henry - Il laureato (The Graduate)

### Migliore colonna sonora originale
- Frederick Loewe - Camelot (Camelot)
- Elmer Bernstein - Millie (Thoroughly Modern Millie)
- Leslie Bricusse - Il favoloso dottor Dolittle (Doctor Dolittle)
- Francis Lai - Vivere per vivere (Vivre pour vivre)
- Henry Mancini - Due per la strada (Two for the Road)

### Migliore canzone originale
- If Ever I Should Leave You, musica di Frederick Loewe, testo di Alan Jay Lerner - Camelot (Camelot)
- Des Ronds dans l'Eau, musica e testo di Norman Gimbel e Francis Lai - Vivere per vivere (Vivre pour vivre)
- Please Don't Gamble with Love, musica e testo di Jerry Styner e Guy Hemric - Ski Fever (Ski Fever)
- Talk to the Animals, musica e testo di Leslie Bricusse - Il favoloso dottor Dolittle (Doctor Dolittle)
- Thoroughly Modern Millie, musica e testo di Jimmy Van Heusen e Sammy Cahn - Millie (Thoroughly Modern Millie)

### Miglior film straniero in lingua inglese
- La volpe (The Fox), regia di Mark Rydell
- Bisbigli (The Whisperers), regia di Bryan Forbes
- Ci divertiamo da matti (Smashing Time), regia di Desmond Davis
- L'incidente (Accident), regia di Joseph Losey
- I ribelli di Carnaby Street (The Jokers), regia di Michael Winner
- Ulysses (Ulysses), regia di Joseph Strick

### Miglior film straniero in lingua straniera
- Vivere per vivere (Vivre pour vivre), regia di Claude Lelouch (Francia)
- Elvira Madigan (Elvira Madigan), regia di Bo Widerberg (Svezia)
- L'immorale, regia di Pietro Germi (Italia/Francia)
- Lo straniero, regia di Luchino Visconti (Italia/Francia)
- Treni strettamente sorvegliati (Ostre sledované vlaky), regia di Jiří Menzel (Cecoslovacchia)

## Premi per la televisione
Vengono di seguito indicati in grassetto i vincitori. Ove ricorrente e disponibile, viene indicato il titolo in lingua italiana e quello in lingua originale tra parentesi.

### Miglior trasmissione televisiva
- Missione Impossibile (Mission: Impossible)
- The Carol Burnett Show (The Carol Burnett Show)
- The Dean Martin Show (The Dean Martin Show)
- Garrison's Gorillas (Garrison's Gorillas)
- Rowan & Martin's Laugh-In (Rowan & Martin's Laugh-In)

### Miglior star televisiva maschile
- Martin Landau - Missione Impossibile (Mission: Impossible)
- Brendon Boone - Garrison's Gorillas (Garrison's Gorillas)
- Ben Gazzara - I giorni di Brian (Run for Your Life)
- Dean Martin - The Dean Martin Show (The Dean Martin Show)
- Andy Williams - The Andy Williams Show (The Andy Williams Show)

### Miglior star televisiva femminile
- Carol Burnett - The Carol Burnett Show (The Carol Burnett Show)
- Barbara Bain - Missione Impossibile (Mission: Impossible)
- Lucille Ball - The Lucy Show (The Lucy Show)
- Nancy Sinatra - Movin' with Nancy (Movin' with Nancy)
- Barbara Stanwyck - La grande vallata (The Big Valley)

## Premi onorari
- Golden Globe alla carriera: Kirk Douglas
- Henrietta Award
  - Il migliore attore del mondo: Laurence Harvey e Paul Newman
  - La miglior attrice del mondo: Julie Andrews